# 합천여자중학교
합천여자중학교(陜川女子中學校)는 대한민국 경상남도 합천군 합천읍 합천리에 있는 사립 중학교이다.응

## 학교 연혁
- 1966년 2월 14일 : 학교법인 근화학원 설립 인가, 설립자 초대 변종봉 이사장 취임
- 1966년 11월 17일 : 합천여자중학교 설립 인가
- 1967년 2월 14일 : 초대 장성균 교장 취임
- 1967년 3월 10일 : 창립 개교 입학식(2학급)
- 1977년 5월 13일 : 제2대 변을유 이사장 취임
- 2020년 9월 1일 : 제11대 심희정 교장 취임
- 2023년 2월 6일 : 제54회 졸업식(69명) 졸업생 누계 8,875명
- 2023년 3월 2일 : 2023학년도 신입생 2학급 입학(입학생 41명)

## 참고 자료
- 합천여자중학교 - 한국교육학술정보원 학교알리미